# General Alvear (Buenos Aires)
General Alvear es la ciudad cabecera del partido homónimo, ubicado en la provincia de Buenos Aires, Argentina.

## Toponimia
Lleva el nombre del general Carlos María de Alvear por Decreto Provincial del 22 de julio de 1869, con un origen mucho más antiguo, con la fundación en 1853 del Fortín Esperanza por Agustín Noguera, y luego el Pueblo Esperanza.

## Creación del municipio
El Municipio de General Alvear se crea por Ley provincial N.º 595 sancionada el 19 de julio de 1869 y promulgada el 22 de julio de 1869. 

## Población
Cuenta con 9812 habitantes (Indec, 2010), lo que representa un incremento del 2,7 % frente a los 9,548 habitantes (Indec, 2001) del censo anterior.
| Gráfica de evolución demográfica de General Alvear entre 1895 y 2010                                |
| |
| El censo de 1914 no dio a conocer datos de localidades con menos de 2.000 habitantes.Fuentes: INDEC |

## Economía
General Alvear es el centro de servicios de una zona cuya principal actividad económica es la ganadería, aunque también son importantes la agricultura, la cunicultura y la apicultura. El sector industrial también genera empleos en la localidad, con pequeñas y medianas empresas de la industriales.
En General Alvear se encuentra una de las unidades carcelarias más grandes de la Provincia de Buenos Aires, (Unidad N.º 30) con una capacidad para 1500 internos con un personal de más de 900 personas. También cuenta con una cárcel de mínima seguridad (régimen abierto) y recuperación de condenados en la zona rural, con capacidad para 100 internos (Unidad N.º 14).
La ciudad cuenta con un alto porcentaje de empleados en el sector público destacándose las fuerzas de seguridad como principal fuente de empleo de la gran mayoría de la población.
Asimismo cuenta con importantes dependencias judiciales, tales como un Juzgado de Ejecución Penal (que abarca jurisdiccionalmente a todo el Departamento Judicial de Azul) y una Ayudantía Fiscal.[cita requerida]

## Casa de la cultura y Rincón de los Recuerdos Melitón Ruiz
Esta Institución, asociación sin fines de lucro, funciona desde 1996.
Preserva el patrimonio cultural e histórico, de donaciones de documentos.

## Museo de historia
El Museo sobre historia local y restos arqueológicos y paleontológicos "Megafauna de la región del Vallimanca", se encarga de la exhibición y preservación de restos fósiles de la fauna de hace más de 8 milenios.

## Accesos

### Carretera
- Por Ruta Provincial 51
- Por Ruta Provincial 61
- Por Ruta Nacional 205

### Ferroviario
- De Buenos Aires: Ramal Plaza Constitución-General Alvear del Ferrocarril Roca. Sólo de cargas, sin servicio de pasajeros.

## Sitios de atracción
- "Museo Chacra El Retiro": documentos, bibliografía, arqueología. Rodeo vacuno criollo, parque, fogón y mucho espacio.
- Plaza Principal
- Museo de historia Alvearense
- Teatro español

## Personalidades
- Doctor Bernardino Althabe, fue intendente municipal, diputado, senador provincial y director del hospital.
- Doctor José Antonio Isleño, fue diputado, senador provincial y director del hospital.
- Doctor Agesislao Milano, aprobó la 1.ª Ordenanza sobre cercos y veredas, y adoptó los beneficios de la ley de caminos de la provincia, hasta entonces optativa, hizo factible la provisión de energía eléctrica, la reconstrucción del cementerio y su camino, dictó una reglamentación de higiene y matanza para el Matadero Municipal, hizo posible también el servicio telefónico, la reconstrucción de la plaza Carlos María de Alvear, la construcción del nuevo edificio del telégrafo, y la instalación del Banco Provincia Contribuyó a la formación de la Biblioteca Popular Florencio Balcarce, y el Club Social.